# 赤の広場
座標: 北緯55度45分15秒 東経37度37分12秒 / 北緯55.75417度 東経37.62000度
赤の広場（あかのひろば、ロシア語：Красная площадьクラースナヤ・プローシシャチ）は、ロシアの首都モスクワの都心部にある広場である。長さは695ｍ、平均道幅は130ｍ、面積は7万3,000m2。
「赤」はソビエト連邦の社会主義に起因するものではなく、元々ロシア語では「美しい」という意味もあり、広場の名前は本来「美しい広場」というものであった。広場は北西から南東に長く、南西側にはスターリンやブレジネフ、アンドロポフなどのソ連指導者の他、ガガーリン、片山潜などが眠るクレムリンの城壁とその中の大統領官邸、城壁に接しているレーニンの遺体が保存展示されているレーニン廟および重要人物が埋葬されているクレムリンの壁墓所、北東側にはグム百貨店、北西端には国立歴史博物館とヴァスクレセンスキー門、南東端には葱坊主の屋根の聖ワシリイ大聖堂と処刑場・布告台だったロブノエ・メストがある。
国家行事を含むモスクワの重要なイベントが行われる場所でもある。2006年からは冬期にグムがスケートリンクなどを開いている。

## 歴史

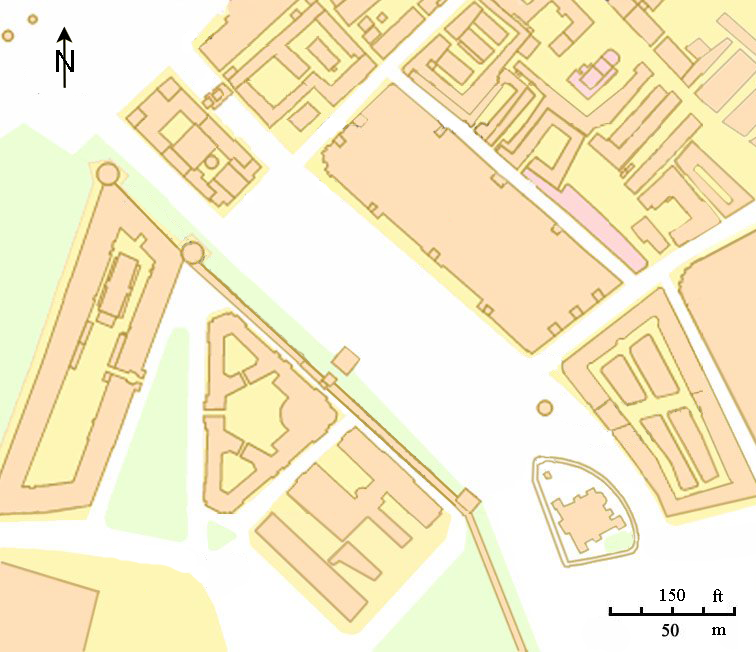
赤の広場の周辺

1493年、モスクワ大公国の統治者イヴァン3世が、自らの居城であるクレムリンの前の市街地を広場として整理させたのが起源とされる。以後、商業地域のキタイゴロドと区別され、モスクワ大公国やロシア帝国（ロマノフ朝）の重要な国家行事がここで行われるようになった。
当初は「赤の広場」という名称ではなかった。「トルグ広場」（トルグとは交易や商売を意味する）、広場の隅に立つ至聖三者聖堂（トロイツカヤ聖堂）の名から「至聖三者広場（トロイツカヤ広場）」、1571年のタタール人襲撃で起きた大火による「ポジャール広場（火事広場）」等の名称の変遷を経ている。16世紀には、石畳もまだ敷かれておらず、当時の風景を再現した絵画では地面に板が敷かれた状態で描かれている。
「赤の広場（クラースナヤ広場）」と名付けられたのは、広場が整備された17世紀後半。なお、ロシア語名「クラスナヤ広場」の「クラスナヤ」は、ロシア語で「赤い」を意味するが、古代スラヴ語では「美しい」を意味する事から、「美しい広場」が原義に近い。
ピョートル1世以降、ロシア帝国の首都はサンクトペテルブルクであったが、ロシア革命後に成立したソ連の首都がモスクワに定められ、モスクワが首都に返り咲くと、クレムリンには最高指導者が居住したため、赤の広場の重要性は更に増した。
ソ連時代には、国家規模によるメーデーのイベントが行われ、11月7日の革命記念日には閲兵式（軍事パレード）が行われた（赤の広場での軍事パレード）。西側諸国のジャーナリスト達は、レーニン廟の上に並ぶソ連共産党指導者たちの並び順を見て、公式には明らかにされない共産党内の序列を確認し、権力闘争のゆくえを観測する「クレムリノロジー」の手法を試みていた。
独ソ戦によるナチス・ドイツの侵攻でモスクワが危機にさらされた1941年の革命記念日のパレードでは、参加した軍隊がそのまま郊外の防衛最前線に直行する事態になった。
ソ連崩壊後の混乱により開催できなかった軍事パレードも1995年の戦勝50周年の節目に復活。以降、ソ連時代の11月7日の革命記念日に替わって、5月9日の戦勝記念日に毎年軍事パレードが行われるようになった。2015年からは市民による不滅の連隊のパレードも戦勝記念日に行われるようになった。なお、ソ連時代は1945年6月24日に対独戦勝記念のパレードが盛大に行われた後、毎年行われた革命記念パレードとは対照的に、赤の広場での戦勝記念パレードは節目の年にしか行われなかった。（1945年以降に行われたパレードは、1965年の戦勝20周年、1985年の戦勝40周年、1990年の戦勝45周年のみ） 2020年5月9日に挙行される予定だった対独戦勝75周年記念パレードは、新型コロナウイルスの感染拡大を防ぐために6月24日に延期された。1995年の戦勝記念パレード再開後、5月9日にパレードが行われなかったのはこの年が初めてのことである。
1987年5月28日には、西ドイツの青年マチアス・ルスト（当時19歳）の操縦するセスナ機がヘルシンキから飛び立ち、赤の広場に強行着陸する事件が起きた。
ソ連末期の1990年には、クレムリンと共にユネスコから世界遺産に文化遺産として指定され、1991年に登録された。
かつてはレーニン廟と共に社会主義体制の聖地とされたが、ソ連からロシアに政治体制が変わった現在では、商業的利用もなされる。1988年公開のアーノルド・シュワルツェネッガー主演の映画「レッドブル」では、アメリカ映画として初の撮影許可が下りた。1993年5月に、山本寛斎が12万人を集めるファッションスペクタクルを開催。2003年には、ポール・マッカートニーがコンサートを開いた。2004年には、日清食品のカップヌードルのCM（NO BORDER シリーズ）で、赤の広場が撮影場所となった。

## 世界遺産

### 登録基準
この世界遺産は世界遺産登録基準のうち、以下の条件を満たし、登録された（以下の基準は世界遺産センター公表の登録基準からの翻訳、引用である）。
- (1) 人類の創造的才能を表現する傑作。
- (2) ある期間を通じてまたはある文化圏において、建築、技術、記念碑的芸術、都市計画、景観デザインの発展に関し、人類の価値の重要な交流を示すもの。
- (4) 人類の歴史上重要な時代を例証する建築様式、建築物群、技術の集積または景観の優れた例。
- (6) 顕著で普遍的な意義を有する出来事、現存する伝統、思想、信仰または芸術的、文学的作品と直接にまたは明白に関連するもの（この基準は他の基準と組み合わせて用いるのが望ましいと世界遺産委員会は考えている）。

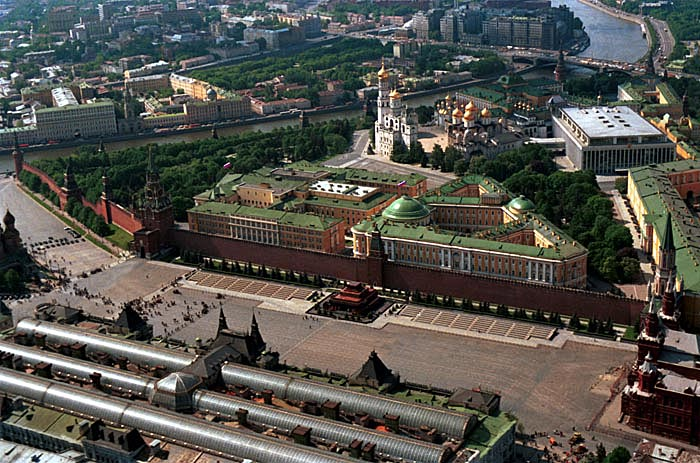
赤の広場の空撮写真（タス通信）
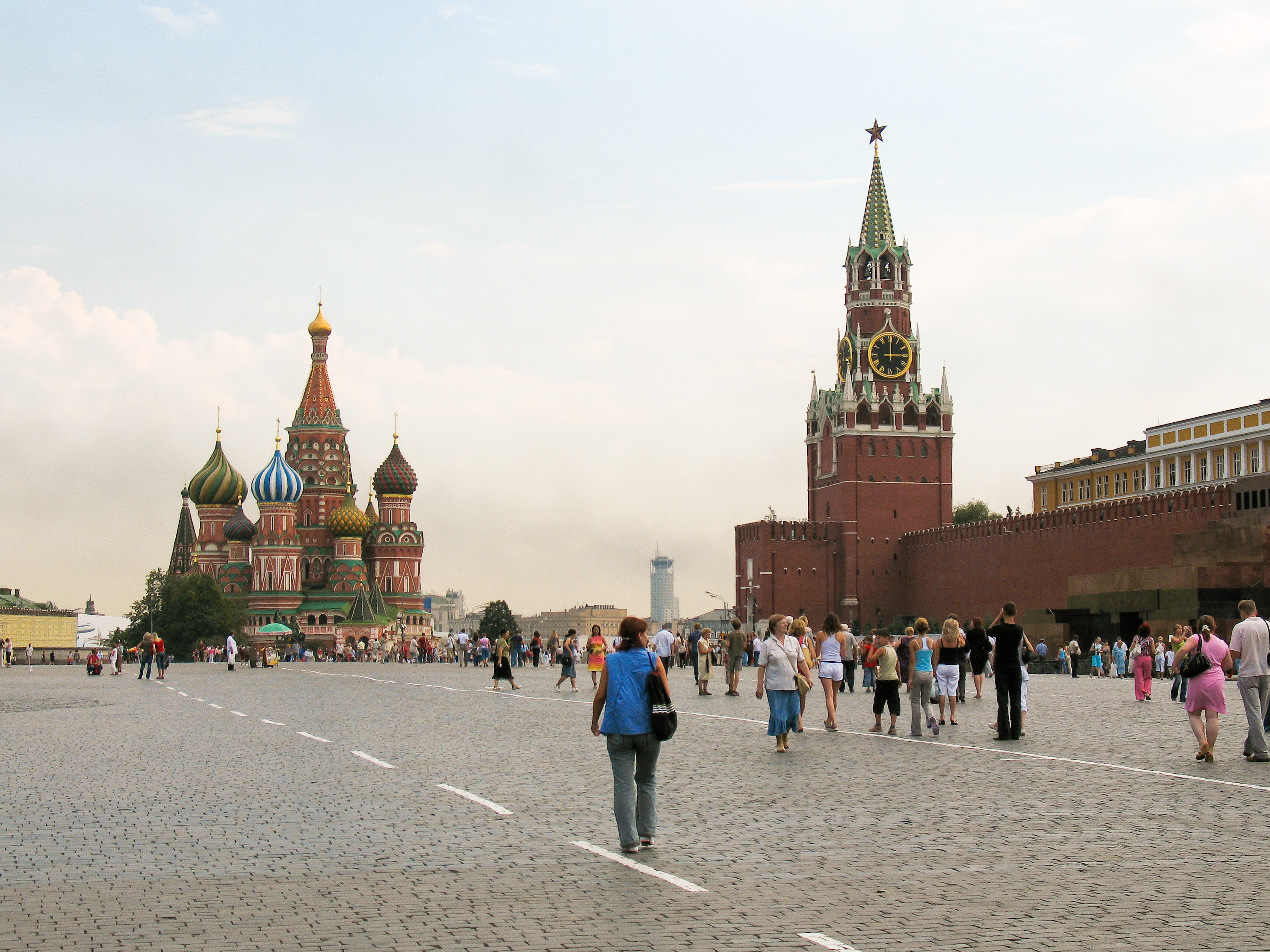
後方に聖ワシリイ大聖堂とクレムリンのスパスカヤ塔を臨む
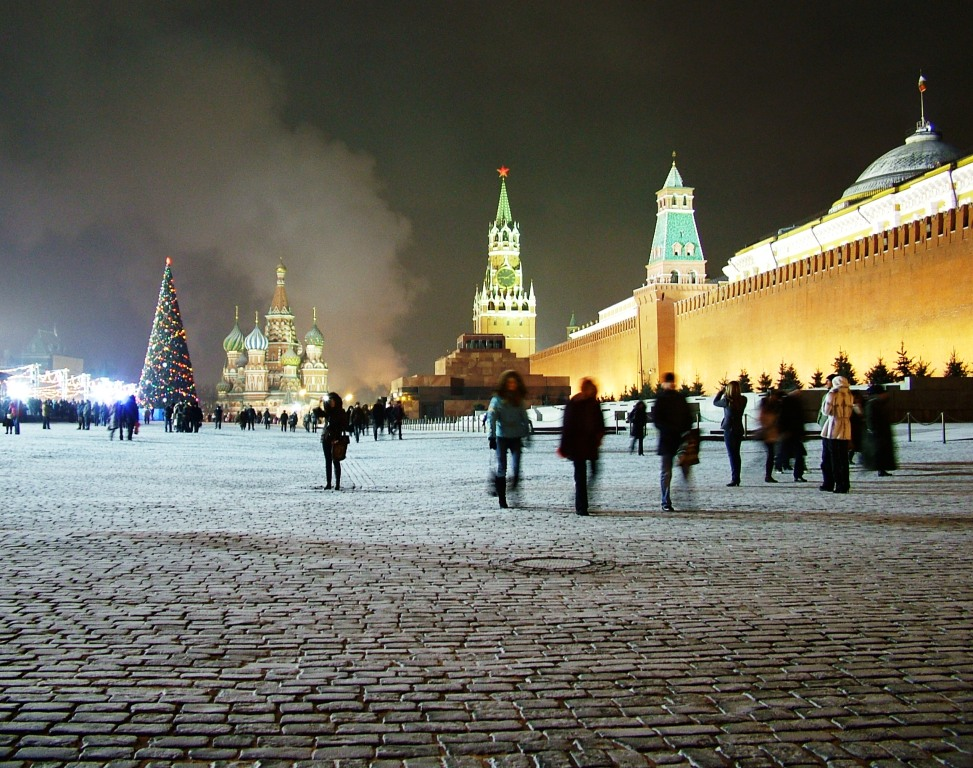
クリスマスの夜景
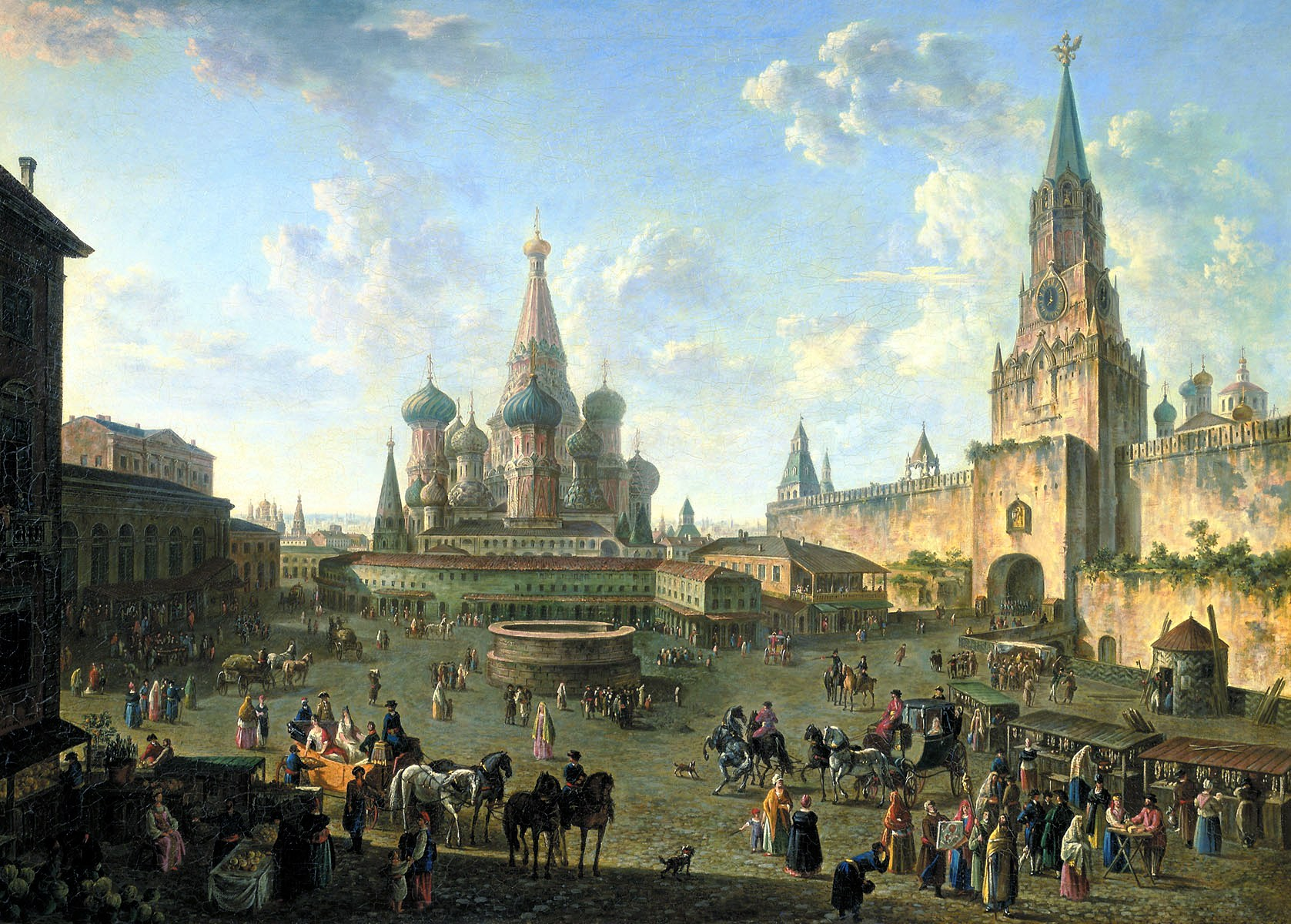
『赤の広場』（フョードル・アレクセーエフによる絵画、1802年）
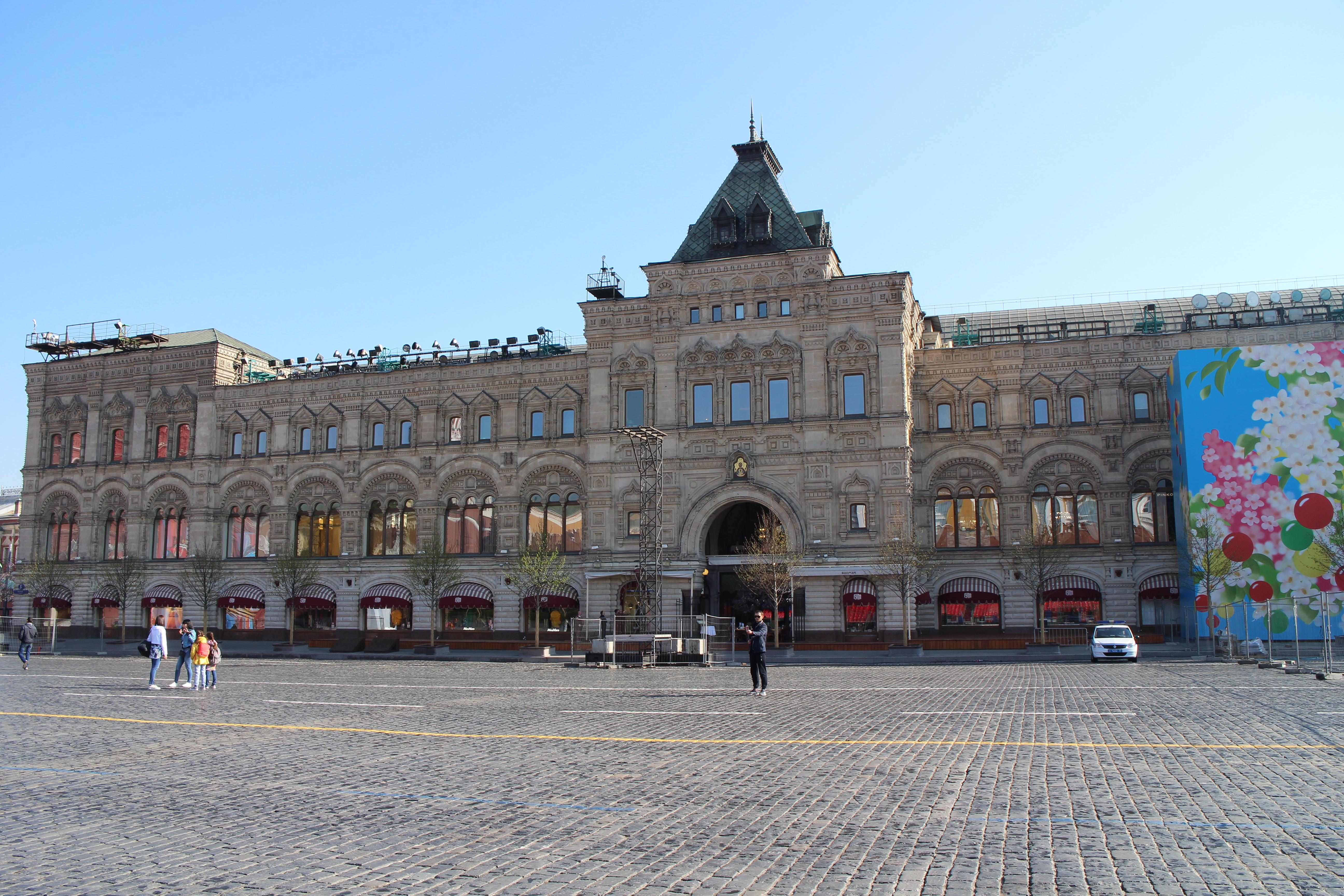
グム百貨店